# 1418

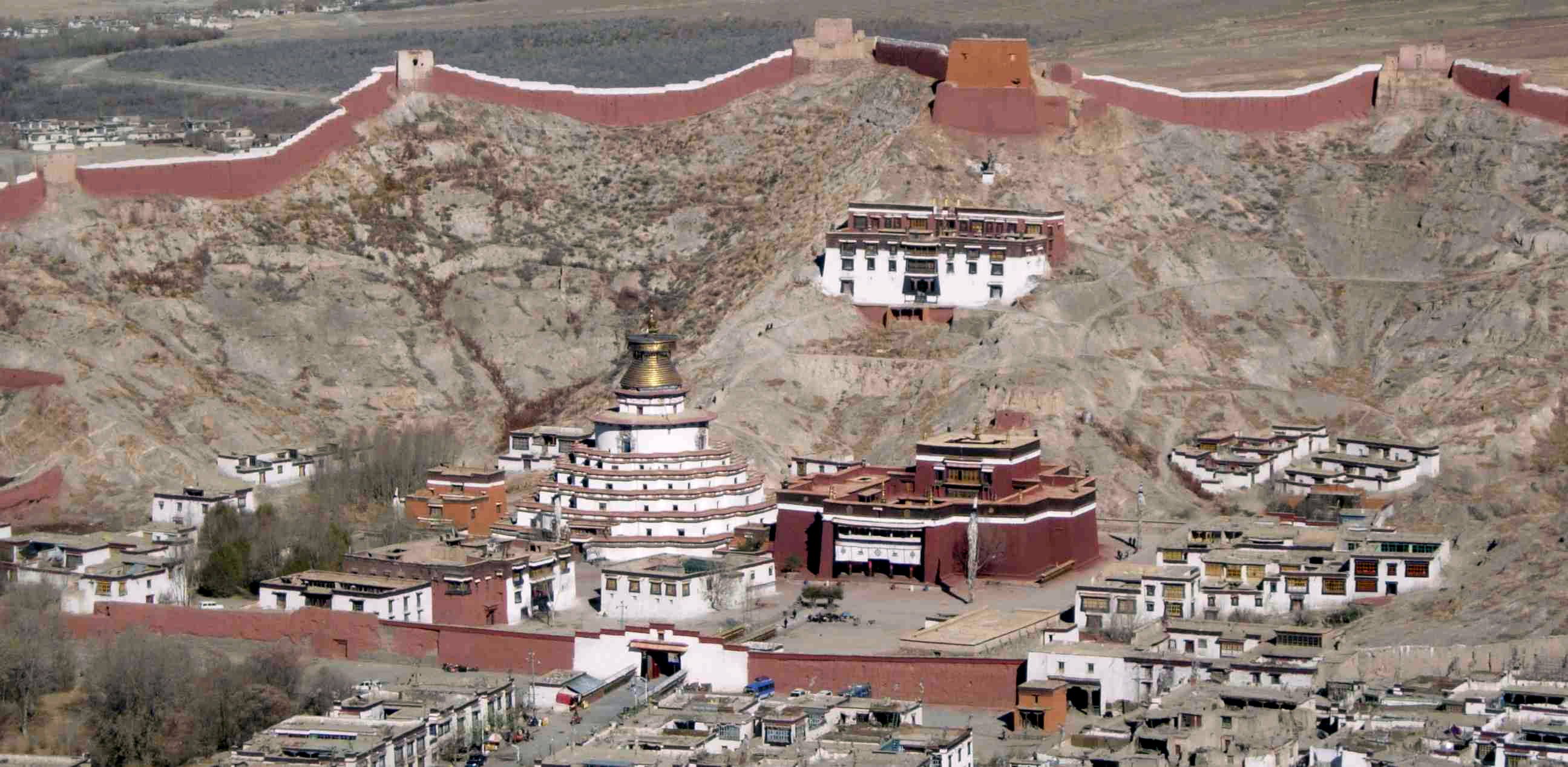
Palcho-klooster

Het jaar 1418 is het 18e jaar in de 15e eeuw volgens de christelijke jaartelling.

## Gebeurtenissen
- februari - Het onneembaar geachte fort van Falaise geeft zich over aan Hendrik V van Engeland. Hiermee is Normandië vrijwel geheel in Engelse handen.
- 22 april - Sluiting van het Concilie van Konstanz, dat een einde heeft gemaakt aan het Westers Schisma.
- april/mei - Jacoba van Beieren trouwt met Jan IV van Brabant. De Hoekse en Kabeljauwse Twisten komen tot een hoogtepunt in de strijd tussen Jacoba (en de Kabeljauwen) en haar oom Jan van Beieren (en de Hoeken) om het eigendom van het graafschap.
- 12 juni - In de Franse burgeroorlog valt Parijs in handen van de Bourguignons. Bernard VII van Armagnac, hoofd van de regering van de kroonprins, wordt gedood. Kroonprins Karel vlucht naar Bourges.
- 28 juni-10 augustus - Beleg van Dordrecht: Jan IV van Brabant belegert de stad Dordrecht, maar moet zich met aanzienlijke verliezen onverrichter zake terugtrekken.
- 9-10 oktober - Inname van Rotterdam: De Hoeken in Rotterdam grijpen de macht en verjagen de Kabeljauwen.
- Le Loi komt in opstand tegen de Chinese overheersing in Vietnam.
- Slag bij Dokkum: Na de stad Dokkum te hebben ingenomen verslaan de Geallieerden onder Focko Ukena in de Grote Friese Oorlog de Schieringers. De Schieringers betalen een schatting om verdere plunderingen te voorkomen.
- Jan van Beieren trouwt met Elisabeth van Görlitz.
- Stichting van het Palcho-klooster in Gyantse.
- João Gonçalves Zarco (her)ontdekt Porto Santo.
- Humbert van Villesexel, graaf de La Roche, heer van Saint-Hippolyte-sur-Doubs die met de kleindochter van Geoffroy de Charny getrouwd is, laat de lijkwade van Turijn overbrengen naar zijn kasteel in Montfort.
- Na het einde van het Concilie van Konstanz wordt tegenpaus Johannes XXIII vrijgelaten en benoemd tot bisschop en kardinaal van Toscane.

## Opvolging
- Armagnac - Bernard VII opgevolgd door zijn zoon Jan IV
- Bosnië - Stjepan Ostoja opgevolgd door Stjepan Ostojić
- Korea (Joseon) - Taejong opgevolgd door Sejong
- Luik - Jan van Beieren opgevolgd door Jan van Wallenrode
- Luxemburg (bij verpanding) - Elisabeth van Görlitz opgevolgd door haar echtgenote Jan van Beieren
- Monferrato - Theodoor II opgevolgd door zijn zoon Johan Jacobus
- Naxos - Giacomo I Crispo opgevolgd door Giovanni II Crispo
- Orange - Jan III van Chalon opgevolgd door zijn zoon Lodewijk II van Chalon
- Stolp - Bogislaw VIII opgevolgd door Bogislaw IX
- Vaudémont en Joinville - Margaretha opgevolgd door haar zoon Anton

## Afbeeldingen

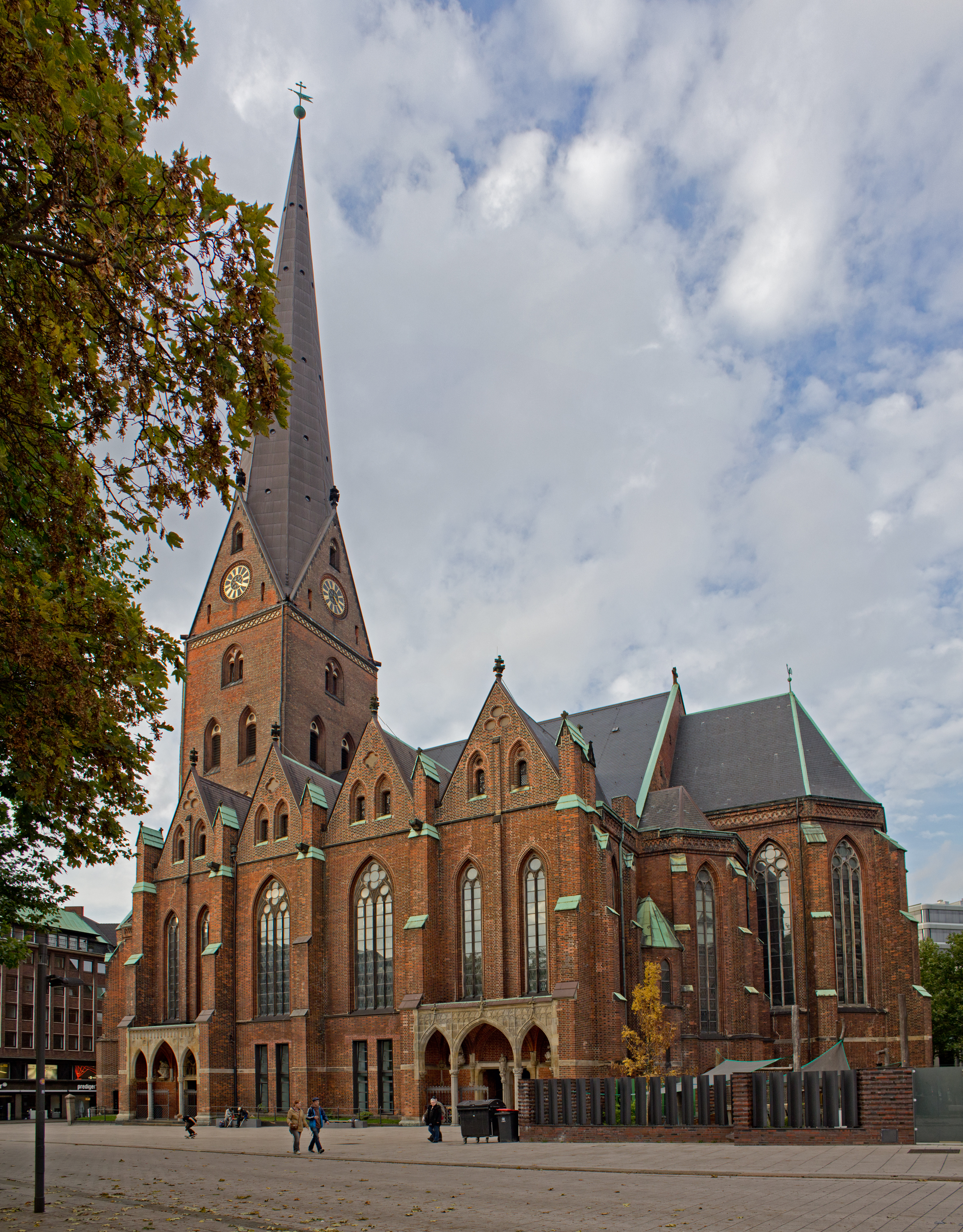
St.-Petri-Kirche, Hamburg, voltooid 1418
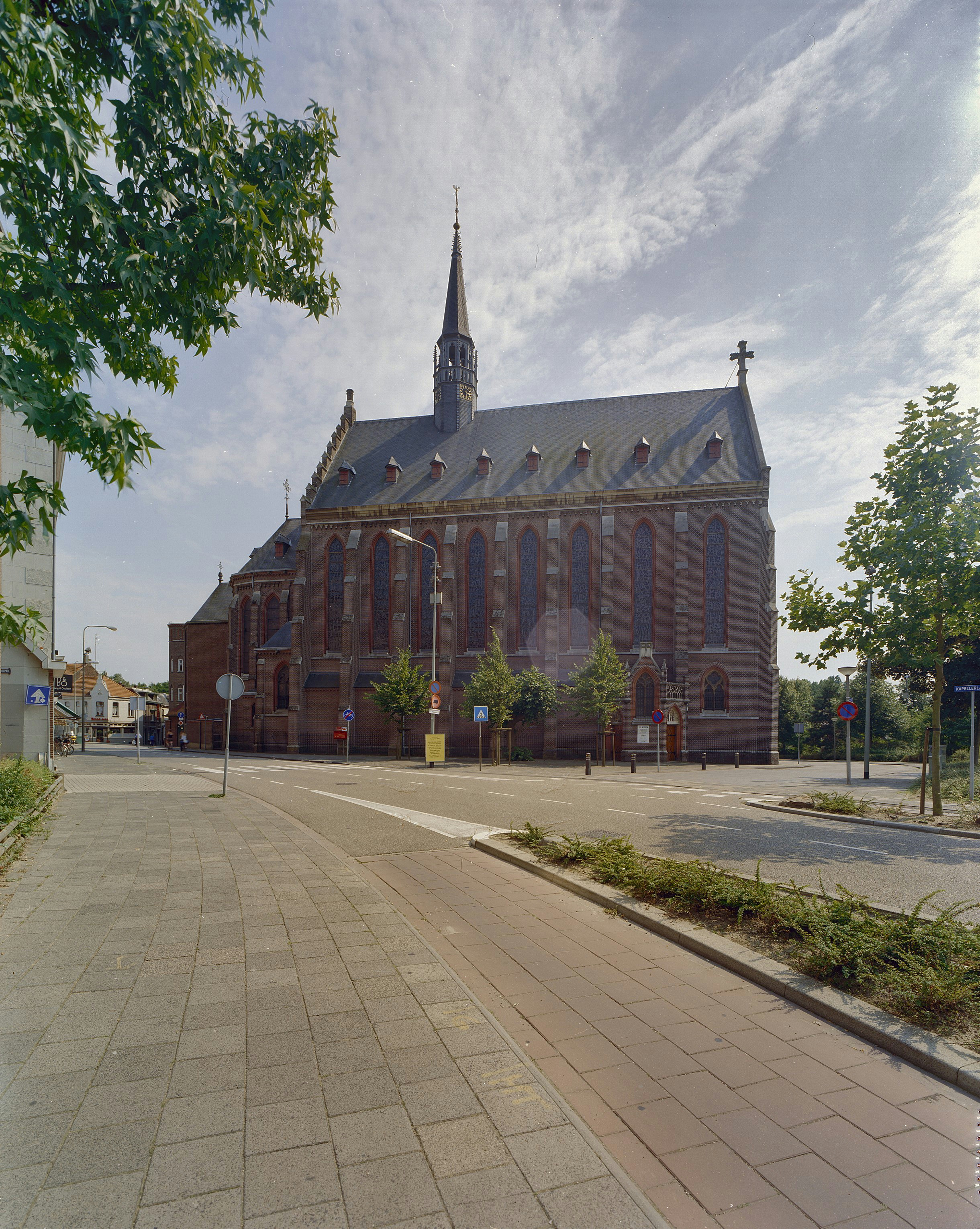
Kapel in 't Zand, Roermond, bouw begonnen 1418

## Geboren
- 2 februari - Maria van Nassau-Siegen, Duits gravin (overleden 1472)
- 26 februari - Christoffel III, koning van Denemarken, Zweden en Noorwegen (1439/1442-1448)
- 12 maart - Filips II, graaf van Nassau-Weilburg
- 7 juli - Peter II, hertog van Bretagne (1450-1457)
- 18 december - Albrecht VI, aartshertog van Oostenrijk
- Andrea Bregno, Lombardisch beeldhouwer en architect
- Cord Kettler, Duits edelman
- Filips van Crèvecœurl, Frans militair
- Hendrik IV van Gemen, Duits edelman
- Künga Wangchug, Tibetaans geestelijk leider

## Overleden
- 22 maart - Nicolas Flamel, Frans alchemist
- 24 maart - Bertha van Westerburg, Duitse adellijke vrouw
- 2 juni - Catharina van Lancaster (45), koningin-regentes van Castilië
- 12 juni - Bernard VII van Armagnac (~57), Frans staatsman
- 2 september - Jan III van Chalon, prins van Oranje
- 11 december - Lodewijk, heer van Piëmont
- Gertrudis Couterel, Brabants edelvrouw
- Giacomo I Crispos (~35), hertog van Naxos
- Margaretha van Vaudémont (~64), Frans edelvrouw
- Mircea de Oudere, vorst van Walachije (1386-1418)
- Otto II van Hachberg, Duits edelman
- Rutger III Kettler zu Assen, Duits edelman
- Theodoor II (~54), markgraaf van Monferrato (1381-1418)
- Ixtlilxochitl I, koning van Texcoco (jaartal bij benadering)